# Rebekka bat Meir Tiktiner
Rebekka bat Meir Tiktiner war eine im 16. Jahrhundert (vermutlich in Prag) lebende und wirkende jüdische Autorin, bekannt als Verfasserin eines jiddischen Gedichts über Simchat Thora sowie Verfasserin eines ethischen Traktats im Mussar-Stil, Menechet Rivkah. 
Sie starb um 1550 und ist in Prag begraben. 

## Bibliografie
- Levi Cooper: From the Classics: A Remnant of Tiktin. In: Jewish Educational Leadership Vol 4 no. 1 (Fall 2005) pp. 42–46.
- Tamar Kadari: Rebecca Tiktiner’s Simhat Torah Poem. In: Nashim: A Journal of Jewish Women’s Studies & Gender Issues Fall 2007, No. 14:233–241.
- Frauke von Rohden (Hrsg.): Rivkah bat Meir Tikotin, Meneket Rivkah: Introduction, Text and Translation 2007a.
- Frauke von Rohden: Rebecca bat Meir Tiktiner in Encyclopaedia Judaica v.17. Second ed. Detroit: Macmillan Reference, 2007b. p. 136–137.
- Israel Zinberg: Old Yiddish Literature from Its Origins to the Haskalah Period. KTAV, 1975. ISBN 0870684655. On Rebecca bat Meir Tiktiner’s Simchat Torah poem, see p. 51ff.

| Personendaten    | Personendaten                        |
| ---------------- | ------------------------------------ |
| NAME             | Rebekka bat Meir Tiktiner            |
| KURZBESCHREIBUNG | jüdische Autorin                     |
| GEBURTSDATUM     | 15. Jahrhundert oder 16. Jahrhundert |
| STERBEDATUM      | um 1550                              |
| STERBEORT        | Prag                                 |